# Lucius Tarquinius Superbus
Lucius Tarquinius Superbus (535–495 TCN) là vị vua huyền thoại thứ bảy và cũng là vị vua cuối cùng của La Mã. Ông cai trị kể từ năm 535 TCN cho đến cuộc tổng dậy năm 509 TCN dẫn đến việc Cộng hòa La Mã được thành lập. Ông thường được gọi là Tarquin Kiêu hãnh, vốn xuất phát từ danh hiệu Superbus, một từ trong tiếng La Tinh mang nghĩa "tự hào, kiêu ngạo, cao quý". Dòng họ Tarquin có nguồn gốc là người Etrusca. Tương truyền, Tarquinius Superbus chiếm đoạt được vương quyền bằng cách đã cho ám sát người tiền nhiệm, và cũng là người mà ông rất ngưỡng mộ, Servius Tullius.
Cha của Tarquinius, Lucius Tarquinius Priscus, là vị vua thứ năm của La Mã, cai trị 616–579 TCN. Ông nội của ông được cho là đã từng là Demaratus của Corinth, và là một người nhập cư từ Corinth. Priscus được sinh ra tại thành phố Tarquinia của người Estruca. Bất mãn với những cơ hội của mình ở đó, Priscus di cư đến Roma với người vợ Tanaquil theo gợi ý của cô. Sau khi hai người đến nơi, Tanaquil giải thích một điềm báo như dự đoán Priscus như vị vua tương lai của Roma. Superbus không phải là người kế nhiệm chính thức của cha mình Priscus, vì Servius Tullius đã lên ngôi sau khi Priscus chết.
Những bản tường thuật cổ trong thời kỳ này đều thường bị hòa lẫn giữa lịch sử và truyền thuyết. Triều đại của Tarquinius thường được mô tả như là một chế độ độc tài và để biện minh cho việc bãi bỏ chế độ quân chủ. Vương quyền của ông kết thúc năm 509 TCN, sau khi con trai của ông Sextus Tarquinius cưỡng hiếp Lucretia, một phụ nữ quý tộc đã kết hôn và thường được biết đến như là một tấm gương mẫu mực về đạo đức. Chính điều này đã gây phẫn nộ trong lòng dân chúng, và đã xúi giục những người như Lucius Junius Brutus tạo phản. Về sau Tarquinius và gia đình ông bị trục xuất khỏi Roma.